# Amanda Wyss
Amanda Wyss (24 de noviembre de 1960) es una actriz estadounidense de cine y televisión conocida principalmente por interpretar a Tina Gray en A Nightmare on Elm Street, de Wes Craven en 1984. 

## Filmografía

### Cine
- First Step (1981)
- Force: Five (1981)
- This House Possessed (1981)
- Fast Times at Ridgemont High (1982)
- My Mother's Secret Life (1984)
- A Nightmare on Elm Street (1984)
- Silverado (1985)
- Better Off Dead (1985)
- Powwow Highway (1989)
- To Die For (1989)
- Shakma (1990)
- Son of Darkness: To Die For II (1991)
- Black Magic Woman (1991)
- Bloodfist IV: Die Trying (1992)
- Wes Craven's New Nightmare (1994) - Imágenes de archivo, no acreditada.
- Desert Steel (1994)
- Digital Man (1995)
- Strategic Command (1997)
- Tupperware Party (1997)
- Marry Me or Die (1998)
- Bella! Bella! Bella! (2000)
- Freddy vs. Jason (2003) - Imágenes de archivo, agradecimiento especial.
- Monster-In-Law (2005) - Imágenes de archivo, no acreditada.
- Never Sleep Again: The Elm Street Legacy (2010) - Documental, como ella misma
- The Graves (2010)
- These Amazing Stories (2011) - Imágenes de archivo  de "Fast Times at Ridgemont High", no acreditada.
- The Id (2016)
- It Happened Again Last Night (2017)
- The Watcher of Park Ave (2017)
- Big Legend (2017)
- Triggered (2019)
- Badland(2019)

Televisión
- Buck Rogers in the 25th century (1981) - Episodio "The Crystals".
- Otherworld (1985) - Episodio "Rules of Attraction"
- Cheers (1985-1986) - 2 episodios
- My Two Dads (1987) - Episodio "Friends and Lovers".
- Highlander: The Series (1992-1993) - 7 episodios.
- Charmed (1999) - Episodio "Witch Trial".
- CSI: Crime Scene Investigation (2001-2011) - 4 episodios.
- Diagnosis: Murder (2001) - Episodio "Bachelor Fathers".
- Judging Amy (2002) - Episodio "Come Back Soon".
- The Drew Carey Show (2002) - Episodio "Return of the Doormat".
- Cold Case (2004) - 1 episodio.
- Dexter (2006) - Episodio "Popping Cherry".
- Major Crimes (2014) - Episodio "Jane Doe #38".
- Murder in the First (2016) - 3 episodios.
- All Rise (2019) - Episodio "Fool for Liv".